# Eubazus interstitialis
Eubazus interstitialis är en stekelart som först beskrevs av Julius Theodor Christian Ratzeburg 1844.  Eubazus interstitialis ingår i släktet Eubazus och familjen bracksteklar. Inga underarter finns listade i Catalogue of Life.